# Onychodiaptomus virginiensis
Onychodiaptomus virginiensis är en kräftdjursart som först beskrevs av Marsh 1915.  Onychodiaptomus virginiensis ingår i släktet Onychodiaptomus och familjen Diaptomidae. Inga underarter finns listade i Catalogue of Life.